# Florian Cajori
Florian Cajori (St. Aignan, 28 de fevereiro de 1859 — Berkeley, 15 de agosto de 1930) foi um matemático suíço, conhecido por seus trabalhos em história da matemática.
Sua última obra foi uma revisão da tradução de Andrew Motte do Principia de Isaac Newton, vol. 1 - The Motion of Bodies, mas ele morreu antes de a completar. A obra foi acabada por Russell Tracy Crawford de Berkeley (Califórnia).